# Asociación Deportiva Carmelita
L'Asociación Deportiva Carmelita è una società calcistica della città di Santa Bárbara in Costa Rica, fondata il 20 ottobre 1948. Milita nella Segunda División, seconda serie del campionato costaricano. Ha vinto il campionato costaricano una volta nel 1961.
Disputa le partite in casa allo stadio Rafael Bolaños, che nel 2018 ha sostituito lo stadio Carlos Alvarado. I colori della squadra sono il rosso ed il verde. I membri della squadra sono soprannominati carmelos.

## Storia
Nel 1948 venne fondata l'Asociación Deportiva Carmelita.
Il Carmen FC, come si fece conoscere, è l'unico club di un quartiere della provincia alajuelense che arrivò alla massima categoria, fu fondato con il tenace lavoro di molti dirigenti, tra essi, Manuel Guillén Fernández. Questo visionario alajuelense iscrisse il quadro carmelo con il nome di Colombia in un torneo di quartieri riuscendo a conquistare il titolo.
Entrò a far parte della terza divisione un anno più tardi e nel 1950 cambiò il suo nome in Carmen Asociación Deportiva, passarono sei anni affinché le verdolagas arrivassero in seconda e finalmente nel 1957 guadagnarono il torneo nazionale di quella categoria, ottenendo il pass per giocare nel massimo torneo del calcio tico nel 1958.
In quella squadra giocavano calciatori con nomi illustri i quali andrebbero a rafforzare dopo tempo i club più importanti del paese: Daniel Salmerón e Francisco Oconitrillo sono alcuni esempi. I carmelos rimasero in prima senza problemi durante il 1959 e il 1960, ma nel 1961 avvenne il garbuglio.
La vecchia storia della creazione dell'ASOFUTBOL, squadre che si separarono dalla Federazione, purtroppo toccò direttamente gli interessi del Carmelita. Solamente tre squadre furono fedeli all'ente rettore del calcio, Carmen FC, Gimnástica Española e Club Sport Uruguay che veniva dalla seconda divisione; con sole tre squadre la Federazione giocò il suo torneo, i carmelos lo vinsero ma le squadre separatiste ritornarono al seno federativo e chiesero che si annullasse quel torneo e si dichiarasse il Club Sport Herediano come campione assoluto.
La mozione fu approvata ed il Carmen fu relegato a disputare una pentagonale con altre squadre, i carmelos passarono dall'essere vincitori a giocare in seconda divisione.
Si mantennero nella lega maggiore, così conosciuta in quegli anni, per un periodo di otto anni, scese in terza ma ritornò in seconda e riuscì nuovamente la sua entrata in prima nel 1983, l'allegria fu effimera e ritornarono da dove vennero lo stesso anno, fino a che nel 1992 ottengono nuovamente il posto d'onore nella categoria.
Quel titolo del 1961 portò conseguenze, per molto tempo la dirigenza carmelita lottò perché le fosse riconosciuto come ufficiale e che fosse tolto quell'onore ai rojiamarillos. In fin dei conti l'UNAFUT riconobbe ad ambedue il titolo.
Il Carmelita vive oggi grazie al contributo dei suoi dirigenti come il presidente Carlos González, hanno già un terreno in cui si prevede di realizzare il sogno della vita, la costruzione del proprio stadio.

## Palmarès
- Campionato costaricano di calcio: 1

1961 Fedefutbol
- Segunda División de Costa Rica: 3

1957, 1981-1982, 2011-2012 (C)

## Organico

### Rosa 2017-2018
Aggiornata al 7 maggio 2018.
| N. |                       | Ruolo | Calciatore          |
| -- | --------------------- | ----- | ------------------- |
| 1  | Costa Rica (bandiera) | P     | Luis Diego Sequeira |
| 4  | Costa Rica (bandiera) | D     | Erick Cabalceta     |
| 5  | Costa Rica (bandiera) | D     | Carlos Montenegro   |
| 6  | Costa Rica (bandiera) | C     | Andrés Vargas       |
| 7  | Costa Rica (bandiera) | A     | Jonathan Martínez   |
| 8  | Costa Rica (bandiera) | C     | Suhander Zúñiga     |
| 9  | Costa Rica (bandiera) | A     | Olman Vargas        |
| 10 | Costa Rica (bandiera) | A     | Amir Waithe         |
| 11 | Costa Rica (bandiera) | C     | Bernald Alfaro      |
| 12 | Costa Rica (bandiera) | D     | Bryan Orué          |
| 13 | Costa Rica (bandiera) | D     | Kevin Fajardo       |
| 14 | Costa Rica (bandiera) | D     | Jorge Gutiérrez     |
| 15 | Costa Rica (bandiera) | D     | Ignacio Quesada     |
| 16 | Costa Rica (bandiera) | D     | Ariel Soto          |
| 17 | Brasile (bandiera)    | A     | Anderson Andrade    |
| 18 | Costa Rica (bandiera) | D     | William Fernández   |

| N. |                       | Ruolo | Calciatore         |
| -- | --------------------- | ----- | ------------------ |
| 19 | Costa Rica (bandiera) | C     | Nextaly Rodríguez  |
| 20 | Costa Rica (bandiera) | D     | Pedro Leal         |
| 21 | Costa Rica (bandiera) | C     | Andrey Ugalde      |
| 22 | Costa Rica (bandiera) | C     | Luis Carlos Fallas |
| 23 | Costa Rica (bandiera) | C     | Pablo Zúñiga       |
| 24 | Costa Rica (bandiera) | C     | Joshua Ulate       |
| 25 | Costa Rica (bandiera) | D     | Sebastián Castro   |
| 26 | Costa Rica (bandiera) | A     | Brayan Rojas       |
| 27 | Costa Rica (bandiera) | D     | Yael López         |
| 28 | Costa Rica (bandiera) | D     | Jhon Jairo Lara    |
| 29 | Costa Rica (bandiera) | C     | Jorge Davis        |
| 30 | Costa Rica (bandiera) | P     | Guillermo Moreira  |
| 89 | Costa Rica (bandiera) | P     | Luis Zamora        |
| —  | Messico (bandiera)    | D     | Biagio Battaglia   |
| —  | Costa Rica (bandiera) | C     | Endrik Alvarado    |
| —  | Costa Rica (bandiera) | C     | Hansell Araúz      |
| —  | Costa Rica (bandiera) | D     | Geovanny Murillo   |